# Cartouche (numismatiek)
Cartouche is de Franse term die in de Nederlandse, Vlaamse en Franse numismatiek wordt gebruikt voor een kleine ovaal met tekst of afbeelding - vaak een buste - binnen een grotere afbeelding.

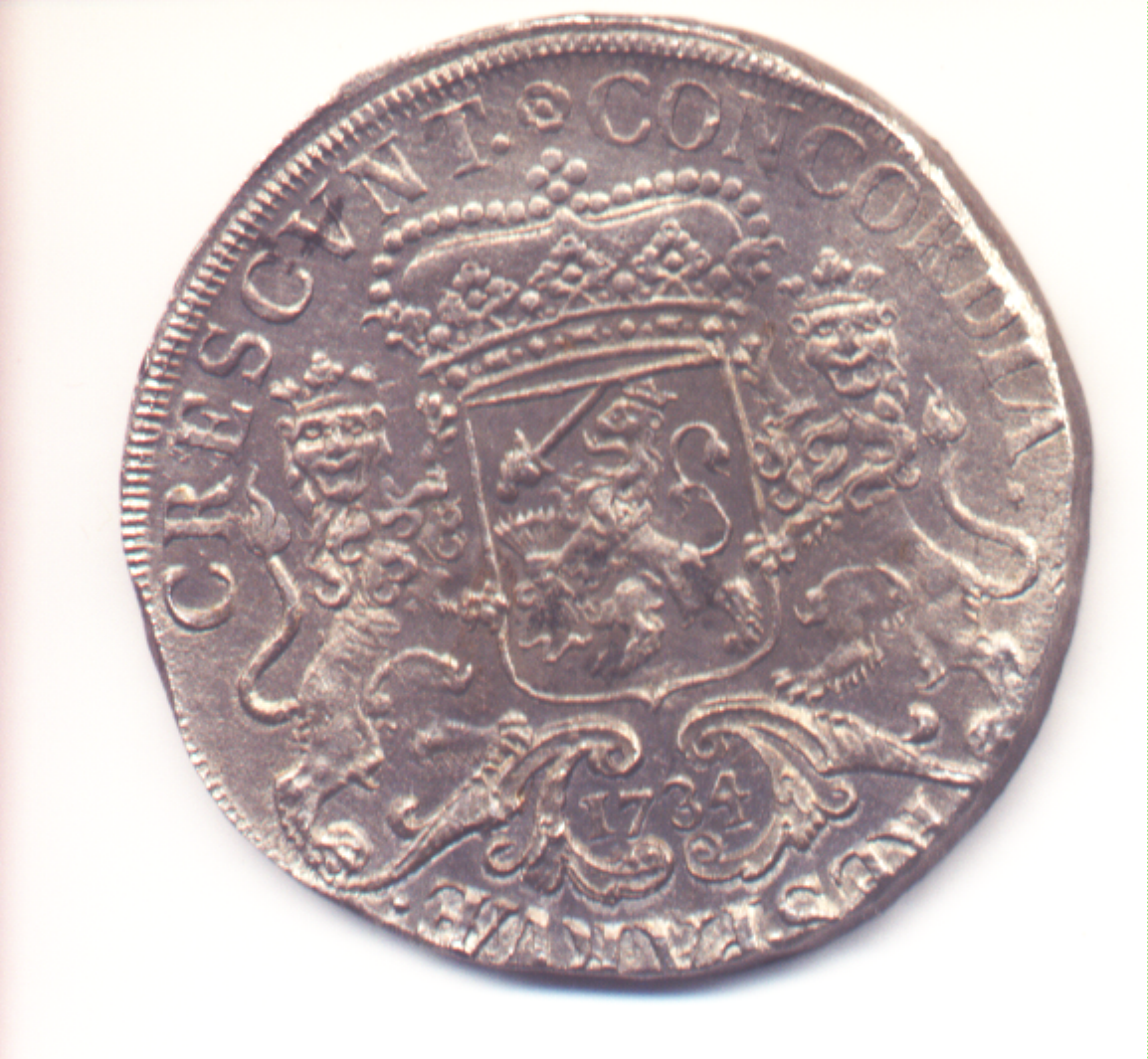
Een Zilveren Rijder
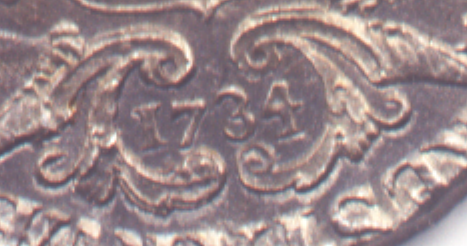
De cartouche van de zilveren rijder